# За ширмою (роман)
«За ширмою» — роман українського письменника Бориса Антоненка-Давидовича, написаний у 1963-му році, в добу відлиги. На думку Григорія Костюка, він «посідає центральне місце в другій добі творчості письменника». 

## Сюжет
Дія відбувається головним чином у кишлаковій лікарні глухого району Узбекистану після другої світової війни. В центрі уваги — лікар Постоловський з родиною (дружина, трирічний син і стара мати). Побічну, але сюжетно-зв'язкову й ідейну ролю грають ще дві особи: завідувач облздороввідділу лікар Ходжаєв і бездомна, шолудива, сліпа на одне око сука Жучка.
З розлогої, на початку ніби спокійної розповіді роману читач довідується, що чесний, відданий своїм пацієнтам лікар Постоловський занедбав свою рідну матір, яка занедужала на рак. Відгородивши ширмою в кутку свого кабінету місце для матері, він, поринувши в свою фахову працю, не помічав, що мати, не маючи прихильності від чужої духом і культурою невістки-росіянки, жила в пекельних умовах, її довго тримала на силі лише велика материнська любов до сина. Але смертельна хвороба й синова недбалість звалюють її остаточно з ніг. Син похопився, збагнув небезпеку й вирішує негайно відвезти матір до лікарні в Томськ на операцію. У поїзді, по дорозі до Ташкента, мати відчула,
| «...що життя вже витікає з неї, і душа її ледве держиться в безсилому, обважнілому тілі(...). Вона не думала ні про свою хворобу, ні про операцію, їй не вірилося навіть, що вона поїде ще до якогось сибірського Томська. Пощо? Ні, вона їде з сином на ту далеку, святу землю, де вона народилася, де сплять вічним сном її батьки й прадіди, де годиться і їй схилити свою голову». |
І вона впала в передсмертну непритомність. Коли прийшла до себе, то ледве могла промовити, щоб син відвіз її до Переяслава. Син зрозумів і
| ...поквапливо, щоб мати встигла ще почути, голосно сказав: — Я одвезу, мамо. Але мати більше вже не відгукнулась». |
Тільки тоді Постоловський зрозумів глибину свого злочину перед матір'ю, тільки трагізм такого непоправного фіналу збурив його синівське сумління й викликав свідомість свого великого боргу перед мамою, перед тим Переяславом, про який вона марила, і перед тією землею, на якій і він народився.
| «...Він одвернувся й перевів очі в далину, куди простяглися безконечні рейки на південь, куди весь час линула думка зажуреної матері, до того далекого Переяслава, і твердо проказав сам собі: — Я все сплачу, мамо. Все!» |
І ці слова його прозвучали як синівська клятва над труною матері.

## Значення
«За ширмою» — один із найвизначніших творів української літератури повоєнних років. Це не психологічний родинно-побутовий роман. Це не просто спроба «нагадати молодому поколінню про його обов'язки до батьків, а разом з тим торкнутися деяких родинних проблем»[джерело?], як, може, навмисне не розкриваючи, сугерував ідею роману сам автор у передмові до його журнальної публікації 1962 року. Це не традиційна проблема дітей і батьків, як твердив дехто з критиків (Леонід Бойко, Дмитро Чуб). Це не дидактичний роман, не роман про «виховання правдою і красою» (К. Волинський)[джерело?], — а щось більше, ширше і глибше за всі ці окремо поставлені проблеми. Це синтеза цих проблем. Це соціально-психологічний роман про кровний взаємозв'язок людини і суспільства, людини і нації. 
Ще в першій добі своєї творчості, зокрема в повісті «Смерть», Антоненко-Давидович виявив себе майстром зображувати в малому велике. В «За ширмою» він дійшов вершини цього мистецтва[джерело?]. У фокусі однієї родини, у стосунках між сином і матір'ю він відтворив складну проблему — внутрішній, підсвідомий навіть, але нерозривний зв'язок людини з народом, з батьківщиною. Коли Постоловський над прахом матері давав клятву спокутувати свою провину, сплатити свій борг перед нею, то він уже мав на серці свій народ, свою батьківщину. У цьому суспільно-виховна й мистецька сила роману. Якщо до цього додати, що роман написав першорядний стиліст, відшліфованою літературною мовою, з виразним індивідуальним звучанням кожного майстерно вирізьбленого персонажа, то стане зрозуміло, чому поява цього роману сколихнула запліснявіле плесо радянської літератури й відразу викликала численні відгуки в пресі[джерело?].

## Видання
- Антоненко-Давидович, Борис Дмитрович. За ширмою: роман / Борис Дмитрович Антоненко-Давидович. – Київ: Радянський письменник, 1963. – 261 с.
- Антоненко-Давидович Б. За ширмою. — Мельборн, 1972. — 263 с.
- Антоненко-Давидович Б. За ширмою // Антоненко-Давидович Б. Твори: У 2 т. – Т.2

## Переклади
- Antonenko-Davydovych Borys. Behind The Curtain. — Doncaster: Bayda books, 1980. — 173 p[3].
- Antonenko-Dawydowicz Borys. Za parawanem. — Warszawa: Czytelnik, 1974. — 226 p.